# Chardonnières
Chardonnières (em crioulo, Chadonyè), é uma comuna do Haiti, situada no departamento do Sul e no arrondissement de Chardonnières.
De acordo com o censo de 2003, sua população total é de 21.308 habitantes.